# 胡安·利亚内拉斯
胡安·利亚内拉斯（西班牙語：Joan Llaneras，1969年5月17日—）生于波雷雷斯，是一名西班牙男子自行车运动员。曾参加2000年、2004年和2008年三届奥运，共获得两枚金牌和两枚银牌。